# حسین‌آباد رباط
حسین‌آباد رباط، روستایی از توابع بخش مرکزی شهرستان شهربابک در استان کرمان است.

## جمعیت
این روستا در دهستان خورسند قرار دارد و براساس سرشماری مرکز آمار ایران در سال ۱۳۹۵، جمعیت آن ۴۱ نفر (۱۲ خانوار) بوده‌است.